# Des jours et des vies
Production
Diffusion
Des jours et des vies (Days of our Lives) est un feuilleton télévisé américain, créé par Ted Corday, Betty Corday, Irna Phillips et Allan Chase et diffusé entre le 8 novembre 1965 et le 9 septembre 2022 sur le réseau NBC et depuis 13 septembre 2022 sur Peacock.

## Synopsis
L'action de Des jours et des vies se déroule à Salem. Les familles centrales sont les Horton, les Brady et les DiMera et les intrigues comportent des éléments de romance, aventure, mystère, comédie, fantastique et drame.

## Générique
Le générique se présente avec un sablier. Les téléspectateurs américains y entendent chaque jour la voix de Macdonald Carey qui a joué Tom Horton de 1965 jusqu'à sa mort en 1994 disant cette phrase « Like sands through the hourglass, so are the days of our lives », dont la traduction française signifie « Comme le sable dans le sablier, s'écoulent les jours de nos vies ».
Le thème musical est composé par Charles Albertin, Tommy Boyce et Bobby Hart.

## Production et distribution
Le feuilleton est produit par Corday Productions, Inc et distribué par Sony Pictures Television. Il est adapté et doublé en français par Dubbing Brothers. Ken Corday, le fils de Ted Corday et Betty Corday est le producteur exécutif depuis 1986.
L'intrigue avait repris avec l'épisode 8 373 du 4 septembre 1998 sur NBC et s'est terminé avec l'épisode 10 330 du 6 juin 2006 sur NBC.
Des jours et des vies a célébré son 50e anniversaire à la télévision américaine le 8 novembre 2015.
Le 17 décembre 2020, NBC a diffusé le 14 000e épisode du soap.
Le soap a été renouvelé jusqu'en septembre 2023.
NBC a annoncé en août 2022 que Des jours et des vies va s'arrêter à la télévision pour être diffusé sur Peacook, une plateforme digitale de streaming.

## Diffusions dans d'autres pays
En France, le feuilleton a été diffusé brièvement à partir du 29 juillet 1991 sur Antenne 2, puis il est revenu quotidiennement sur France 2 le 15 août 2000, à la fin d'Amoureusement vôtre, jusqu'au 2 janvier 2016. Le 25 novembre 2015, France 2 annonce la suppression du soap dès janvier 2016.
Le soap a été également diffusé sur Fox Life.
Au Québec, le feuilleton a été diffusé dès le 5 septembre 2011 sur TVA, également par demi-épisode avec des épisodes datant de mars 2002, mais a cessé la diffusion le 30 août 2013, faute d'audiences.

## Enregistrement
- Le feuilleton est enregistré à The Burbank Studios, 3 000 W. Alameda Ave, Burkank, CA 91523, États-Unis pour NBC Television, à Los Angeles en Californie, dans les studios no 2, 4 et 9.

## Personnages et acteurs - actrices

### Distribution régulière actuelle
| Acteurs                  | Personnages            | Années                      | Voix françaises      |
| ------------------------ | ---------------------- | --------------------------- | -------------------- |
| Brandon Beemer           | Shawn-Douglas Brady    | 2006-2008, 2016-            |                      |
| Carson Boatman           | Johnny DiMera          | 2021-                       |                      |
| Raven Bowens (en)        | Chanel Dupree          | 2021-                       |                      |
| Elia Cantu               | Jada Hunter            | 2022-                       |                      |
| Mary Beth Evans (en)     | Kayla Brady Johnson    | 1986-1992, 2006-            | Ivana Coppola        |
| Dan Feuerriegel          | EJ DiMera              | 2021-                       |                      |
| Billy Flynn (en)         | Chad DiMera            | 2014-                       |                      |
| Galen Gering (en)        | Rafe Hernandez         | 2008-                       |                      |
| Galen Gering (en)        | Rafe Hernandez 2       | 2011, 2024-                 |                      |
| Linsey Godfrey           | Sarah Horton           | 2018-                       |                      |
| Stacy Haiduk             | Susan Banks            | 2018-2019, 2021-            |                      |
| Stacy Haiduk             | Kristen DiMera         | 2018-                       |                      |
| Deidre Hall              | Dr Marlena Evans       | 1976–1987, 1991–2009, 2011– | Véronique Augereau   |
| Jackée Harry             | Paulina Price          | 2021-                       |                      |
| Leo Howard               | Tate Black             | 2024-                       |                      |
| Cherie Jimenez           | Gabi Hernandez         | 2024-                       |                      |
| Abigail Klein (en)       | Stephanie Johnson      | 2022-                       |                      |
| Martha Madison (en)      | Belle Black            | 2004-2008, 2015-            | Claire Guyot         |
| Eric Martsolf (en)       | Brady Black            | 2008-                       | Damien Ferrette      |
| AnnaLynne McCord         | Cat Green              | 2024-                       |                      |
| Stephen Nichols (en)     | Steve Johnson          | 1985-1990, 2006-2009, 2015- |                      |
| Ashley Puzemis           | Holly Jonas            | 2023-                       |                      |
| James Reynolds (en)      | Abe Carver             | 1981–                       | Jean-Jacques Nervest |
| Suzanne Rogers (en)      | Maggie Horton Kiriakis | 1973–                       | Monique Thierry      |
| Josh Taylor (en)         | Roman Brady            | 1997-                       | Pierre Dourlens      |
| Paul Telfer              | Xander Kiriakis        | 2015-                       |                      |
| Robert Scott Wilson (en) | Alex Kiriakis          | 2022-                       |                      |

### Distribution récurrente actuelle
| Acteurs                   | Personnages          | Années                                                   | Voix françaises  |
| ------------------------- | -------------------- | -------------------------------------------------------- | ---------------- |
| Kristian Alfonso          | Hope Williams Brady  | 1983–1987, 1990, 1994–2020, 2023-                        | Brigitte Berges  |
| Rachel Boyd               | Sophia Choi          | 2025-                                                    |                  |
| Al Calderon               | Javi Hernandez       | 2024-                                                    |                  |
| Cary Christopher          | Thomas DiMera        | 2020-                                                    |                  |
| George DelHoyo (en)       | Orpheus              | 1986-1987, 2016, 2020-                                   |                  |
| Michael Dietz (en)        | Jeffery Russell      | 2025-                                                    |                  |
| Judi Evans                | Bonnie Lockhart      | 2003-2007, 2017-2018, 2020-                              |                  |
| Alice Halsey              | Rachel Black         | 2025-                                                    |                  |
| Susan Seaforth Hayes (en) | Julie Olson Williams | 1968–1984, 1990–1994, 1996, 1999–                        |                  |
| Tina Huang                | Melinda Trask        | 2020-                                                    |                  |
| Victoria Konafal (en)     | Ciara Brady          | 2017-                                                    |                  |
| Lauren Koslow             | Kate Roberts         | 1996-                                                    | Céline Monsarrat |
| Wally Kurth (en)          | Justin Kiriakis      | 1987-1991, 2009-                                         |                  |
| Clyde Kusatsu             | Wei Shen             | 2022-                                                    |                  |
| John-Paul Lavoisier (en)  | Philip Kiriakis      | 2015-2016, 2023-                                         |                  |
| Colton Little             | Andrew Donovan       | 2023-                                                    |                  |
| Kyle Lowder (en)          | Rex Brady            | 2018-                                                    |                  |
| Casey Moss (en)           | JJ Deveraux          | 2013-2020, 2022, 2024-                                   |                  |
| Emily O'Brien             | Theresa Donovan      | 2023-                                                    |                  |
| Peter Reckell             | Bo Brady             | 1983–1987, 1990–1992, 1995–2012, 2015-2016, 2022-        | Bernard Bollet   |
| Marissa Reyes             | Arianna Horton       | 2025-                                                    |                  |
| Greg Rikaart              | Leo Stark            | 2018-2020, 2022-                                         |                  |
| Christopher Sean (en)     | Paul Narita          | 2014-2018, 2023                                          |                  |
| Charles Shaughnessy       | Shane Donovan        | 1984-1992, 2002, 2010, 2012-2013, 2016-2017, 2023, 2025- | Jean Roche       |
| Alison Sweeney            | Sami Brady           | 1993-2015, 2017-                                         |                  |

### Personnages et acteurs passés
| Acteurs                           | Personnages                         | Années                                                 | Voix françaises                              |
| --------------------------------- | ----------------------------------- | ------------------------------------------------------ | -------------------------------------------- |
| James Acheson                     | Jack Deveraux (#2)                  | 1987                                                   |                                              |
| Jen Lilley                        | Theresa Donovan                     | 2013-2023                                              |                                              |
| Jensen Ackles                     | Eric Brady (#6)                     | 1997-2000                                              | Tanguy Goasdoué                              |
| Deborah Adair                     | Kate Roberts (#1)                   | 1993–1995                                              |                                              |
| Lucas Adams (en)                  | Tripp Johnson                       | 2017-2024                                              |                                              |
| Rhonda Aldrich                    | Kayla Brady (#3)                    | 1989                                                   |                                              |
| Denise Alexander                  | Susan Martin (#1)                   | 1966-1973                                              |                                              |
| Jed Allan                         | Don Craig                           | 1971-1985                                              |                                              |
| Jeremy Allen                      | Jeremy Horton (#1)                  | 1989                                                   |                                              |
| Krista Allen                      | Billie Reed (#2)                    | 1996–99                                                | Sybille Tureau                               |
| Hiro Ambrosino                    | Tori Narita                         | 2015                                                   |                                              |
| John Amour                        | Mike Horton (#7)                    | 1971-1973                                              |                                              |
| Tina Andrews                      | Valerie Grant (#1)                  | 1975-1977                                              |                                              |
| John Aniston                      | Victor Kiriakis                     | 1985-2022                                              |                                              |
| Mélissa Archer                    | Serena Mason                        | 2014-2015, 2017                                        |                                              |
| Lamon Archey                      | Eli Grant                           | 2017-2023                                              |                                              |
| Adrian Arnold                     | Max Bradt (#2)                      | 1997                                                   |                                              |
| Lindsay Arnold                    | Allie Horton                        | 2020-2023                                              |                                              |
| Matthew Ashford (en)              | Jack Deveraux                       | 1987-1993, 2001-2007, 2011-2012, 2016-2024             | Nicolas Marié                                |
| Camila Banus                      | Gabi Hernandez                      | 2010-2023                                              |                                              |
| Brandon Barash (en)               | Stefan DiMera (#2)                  | 2019-2020, 2022-2024                                   |                                              |
| Andrea Barber                     | Carrie Brady (#1)                   | 1982-1986                                              |                                              |
| Patricia Barry                    | Addie Williams (#2)                 | 1971-1974                                              |                                              |
| Jaime Lyn Bauer                   | Laura Horton (#5)                   | 1993-1999, 2003, 2010, 2013, 2016, 2018, 2021          |                                              |
| Terrence Beasor                   | Ernesto Toscano (#1)                | 1989                                                   |                                              |
| Jim Beaver                        | Tim Jansen (#2)                     | 1996-1997, 2000, 2002-2003                             | Michel Laroussi                              |
| Barbara Beckley                   | Caroline Brady (#3)                 | 1984-1985                                              |                                              |
| Nick Benedict                     | Curtis Reed                         | 1993-1994, 1995, 1997, 1999, 2000-2001                 | José Luccioni                                |
| Brenda Benet                      | Lee DuMonde                         | 1979-1982                                              |                                              |
| Ashley Benson                     | Abigail Deveraux (#1)               | 2004-2007                                              | Joséphine Ropion                             |
| Blake Berris                      | Nick Fallon (#1)                    | 2006-209, 2012-2014, 2021, 2023                        |                                              |
| Blake Berris                      | Everett Lynch                       | 2023-2024                                              |                                              |
| Matthew Paul Bischof              | D.J. Craig Jr.                      | 1981                                                   |                                              |
| Joy Bisco                         | Gabby                               | 2007                                                   |                                              |
| Nadia Bjorlin                     | Chloe Lane                          | 1999-2005, 2007-2011, 2013, 2015-2023                  |                                              |
| Riley Bodenstab                   | Cole Hines                          | 2013-2015                                              |                                              |
| Tanya Boyd                        | Celeste Perrault (#1)               | 1994-2001, 2002-2007                                   | Pascale Vital                                |
| Kyle Brandt                       | Philip Kiriakis (#2)                | 2003–2006                                              | Fabrice Josso                                |
| Tamara Braun                      | Ava Vitali (#1)                     | 2008, 2015-2016, 2020-2025                             |                                              |
| Ryan Brennan                      | Max Brady (#3)                      | 1987-1992                                              |                                              |
| Fabrizio Brienza                  | Santos DiMera (#2)                  | 2012                                                   |                                              |
| Aimee Brooks                      | Sarah Horton (#6)                   | 1990-1991                                              |                                              |
| Jason Brooks                      | Peter Blake                         | 1993-1998                                              |                                              |
| Shellye Broughton                 | Lexie Carver (#3)                   | 1993                                                   |                                              |
| Sydney Brower                     | Arianna Horton (#2)                 | 2019-2020                                              |                                              |
| Lew Brown                         | Shawn Brady (#2)                    | 1984-1985                                              |                                              |
| Sarah Joy Brown                   | Madison James                       | 2011-2012                                              |                                              |
| Annie Burgstede                   | Willow Stark                        | 2006-2007                                              |                                              |
| Molly Burnett                     | Melanie Jonas                       | 2008-2012, 2014-2016                                   |                                              |
| Steve Burton                      | Harris Michaels                     | 1988, 2023-2024                                        |                                              |
| Chelsea Butler                    | Belle Black (#1)                    | 1998-1999                                              |                                              |
| Adam Caine                        | Edmund Crumb                        | 1998, 2023                                             |                                              |
| John Callahan                     | Richard Baker                       | 2008-2010                                              |                                              |
| Stephanie Cameron                 | Jennifer Horton (#4)                | 1995-1998                                              |                                              |
| Joseph Campanella                 | Harper Deveraux                     | 1987-1988, 1990-1992                                   |                                              |
| Robert Eliot Canko                | Andrew Shawn Donovan (#1)           | 1986-1988                                              |                                              |
| Macdonald Carey                   | Tom Horton                          | 1965-1994                                              | Philippe Dumond                              |
| Shawn et Taylor Carpenter         | Will Roberts (#1)                   | 1995-2002                                              | Jackie Berger                                |
| Paul Carr                         | Bill Horton (#1)                    | 1965-1966                                              |                                              |
| Matt Cedeño                       | Brandon Walker                      | 1999-2005                                              | Bertrand Liebert                             |
| Judith Chapman                    | Anjelica Deveraux (#3)              | 1989-1991, 2018                                        |                                              |
| Judith Chapman                    | Diana Colville (#2)                 | 2019                                                   |                                              |
| Crystal Chappell                  | Carly Manning                       | 1990-1993, 2009-2011                                   |                                              |
| Ariana Chase                      | Kimberly Brady (#4)                 | 1992-1993                                              |                                              |
| Maree Cheatham                    | Marie Horton (#1)                   | 1965-1968, 1970-1971, 1973, 1994, 1996, 2010           |                                              |
| Laura Kai Chen                    | Melinda Trask                       | 2013, 2016-2019                                        |                                              |
| Shawn Christian                   | Daniel Jonas                        | 2008-2017, 2020                                        |                                              |
| Tyler Christopher                 | Stefan DiMera (#1)                  | 2017-2019                                              |                                              |
| Max et Sam Christy                | Zack Brady (#2)                     | 2001                                                   |                                              |
| Christie Clark                    | Carrie Brady                        | 1986-1999, 2005-2006, 2010-2012, 2017-2019             | Laurence Dourlens                            |
| John Clarke                       | Mickey Horton (#1)                  | 1965-2004                                              | Marc Moro                                    |
| Tamara Clatterbuck                | Barb Reiber                         | 2001-2002                                              | Brigitte Aubry                               |
| Jack Coleman                      | Jake Kositchek (#2)                 | 1981-1982                                              |                                              |
| Jason Cook                        | Shawn-Douglas Brady (#4)            | 1999–2006, 2015                                        | Maël Davan-Soulas puis Fabrice Fara          |
| Megan Corletto                    | Abigail Deveraux (#3)               | 2001-2003                                              | Patricia Legrand                             |
| Daniel Cosgrove                   | Aiden Jennings                      | 2014-2016                                              |                                              |
| Barbara Crampton                  | Trista Evans                        | 1983-1994                                              |                                              |
| Robert Cuthill                    | Colin Murphy (#1)                   | 2001                                                   | Bernard Métraux                              |
| Linda Dano                        | Vivian Alamain (#4)                 | 2021                                                   |                                              |
| Patrika Darbo                     | Nancy Wesley                        | 1998-2005, 2013, 2016-2017, 2020, 2022                 |                                              |
| Bryan Dattilo                     | Lucas Horton                        | 1993-2010, 2012-2024                                   |                                              |
| Eileen Davidson                   | Kristen DiMera (#1)                 | 1993-1998, 2012-2015, 2017, 2021                       |                                              |
| Eileen Davidson                   | Marlena Evans (#2)                  | 1995, 2021                                             |                                              |
| Eileen Davidson                   | Susan Banks (#1)                    | 1996-1998, 2014, 2017, 2021                            |                                              |
| Jessica Davis                     | Sami Brady (#3)                     | 1985-1986                                              |                                              |
| John de Lancie                    | Eugene Bradford                     | 1982-1986, 1989-1990                                   |                                              |
| John de Lancie                    | André DiMera (#2)                   | 1983                                                   |                                              |
| Casey Deidrick                    | Chad DiMera (#1)                    | 2009-2013                                              |                                              |
| Pat Delany                        | Rachel Blake                        | 1995-1996                                              |                                              |
| Kassie DePaiva                    | Eve Donovan (#2)                    | 2014-2020, 2023                                        |                                              |
| Charla Doherty                    | Julie Olson (#1)                    | 1965-1966                                              |                                              |
| Trevor Donovan                    | Jeremy Horton (#3)                  | 2007                                                   |                                              |
| Burt Douglas                      | Jim Fisk                            | 1965–66                                                |                                              |
| Frederic Downs                    | Hank Wilson                         | 1973–80                                                |                                              |
| Mark Drexler                      | Roger Lombard                       | 1992                                                   |                                              |
| Catherine Dunn                    | Julie Olson                         | 1967                                                   |                                              |
| Conrad Dunn (aka George Jenesky)  | Nick Corelli                        | 1981–84, 1986–90, 1991                                 |                                              |
| Steve Eastin                      | Alfred Jericho                      | 1989, 1990                                             |                                              |
| Michael Easton                    | Tanner Scofield                     | 1991–1992                                              |                                              |
| Jane Elliot                       | Anjelica Deveraux                   | 1987–1989                                              |                                              |
| Katherine Ellis                   | Taylor Walker                       | 1998–99                                                | Dorothée Pousséo                             |
| Rob Estes                         | Glenn Gallagher                     | 1986–87                                                |                                              |
| Wesley Eure                       | Mike Horton                         | 1974–81                                                |                                              |
| Judi Evans                        | Bonnie Lockhart                     | 2003–07                                                | Martine Meiraghe                             |
| Kavi Faquir                       | Theo Carver                         | 2006–07                                                |                                              |
| Mike Farrell                      | Scott Banning                       | 1968–70                                                |                                              |
| Farah Fath                        | Mimi Lockhart                       | 1999–2007                                              | Célia Chapentier                             |
| Melinda O. Fee                    | Mary Anderson                       | 1981–82                                                |                                              |
| Doren Fein                        | Mimi Lockhart                       | 1999                                                   | Célia Chapentier                             |
| Catherine Ferrar                  | Julie Olson                         | 1967–68                                                |                                              |
| Ayda Field                        | Angela Moroni                       | 2000–01                                                | Caroline Santini                             |
| Brianna et Chalice Fischette      | Belle Black                         | 1993–94                                                |                                              |
| Brenden et Dillon Fisher          | John Thomas Reiber                  | 2000                                                   |                                              |
| Frances Fisher                    | Gladys                              | 2011                                                   |                                              |
| Susan Flannery                    | Dr Laura Spencer Horton             | 1966–75                                                |                                              |
| Matthew Florida                   | Ford Decker                         | 2007                                                   |                                              |
| Alina Foley                       | Claire Kiriakis                     | 2008                                                   |                                              |
| Rosemary Forsyth                  | Dr Laura Spencer Horton             | 1976–80                                                |                                              |
| Bren Foster                       | Quinn Hudson                        | 2011, 2011–12                                          |                                              |
| Jayna et Kinsley Fox              | Henry Horton                        | 2020                                                   |                                              |
| Don Frabotta                      | Dave                                | 1974–93, 2000–04                                       |                                              |
| Genie Francis                     | Diana Colville                      | 1987–89                                                |                                              |
| Mary Frann                        | Amanda Howard Peters                | 1974–79                                                |                                              |
| Garrett et Spencer Fraye          | Zack Brady                          | 2001–06                                                | Ilana Castro                                 |
| Ivan G'Vera (en)                  | Ivan Marais                         | 1991–2000, 2011                                        |                                              |
| Holly Gagnier                     | Ivy Selejko Jannings                | 1985–87                                                |                                              |
| Gina Gallego                      | Prison Warden Smith                 | 2010–11                                                |                                              |
| Joseph Gallison                   | Neil Curtis                         | 1974–91                                                |                                              |
| Joy Garrett                       | Jo Johnson                          | 1987–93                                                |                                              |
| Bennye Gatteys                    | Susan Hunter Martin                 | 1973–76                                                |                                              |
| Christopher Gerse                 | Will Roberts                        | 2003–08                                                | Jackie Berger puis Gabriel Bismuth-Bienaimé  |
| Regina Gleason                    | Kitty Horton                        | 1967–69                                                |                                              |
| Victoria Grace                    | Wendy Shin                          | 2022-2024                                              |                                              |
| Coleen Gray                       | Diane Hunter                        | 1966–67                                                |                                              |
| Staci Greason                     | Isabella Toscano                    | 1989–92, 1995, 2000, 2002–03, 2010                     | Anne Rondeleux                               |
| Brian Lane Green                  | Alan Brand                          | 1987–88                                                |                                              |
| Jeff Griggs                       | Jude St. Clair                      | 1995–96                                                |                                              |
| Scott Groff                       | Shawn-Douglas Brady                 | 1990–95                                                |                                              |
| Amanda et Jessica Gunnarson       | Stephanie Johnson                   | 1990–92                                                |                                              |
| Richard Guthrie                   | David Banning                       | 1975–80                                                |                                              |
| Andrea Hall                       | Samantha Evans Hattie Adams         | 1977–80, 1982 2000–01                                  | Josiane Pinson                               |
| Tom Hallick                       | Maxwell Hathaway                    | 1984                                                   |                                              |
| Bradley Hallock                   | Eric Brady                          | 1986–92                                                |                                              |
| James Hampton (actor)             | Reverend Saul Taylor                | 1989                                                   |                                              |
| Mark Hapka                        | Nathan Horton                       | 2009–11                                                |                                              |
| Lindsay Hartley                   | Arianna Hernandez                   | 2009-10                                                |                                              |
| Bill Hayes                        | Doug Williams                       | 1970-1984, 1986-1987, 1993-1996, 1999-2023             |                                              |
| Rick Hearst                       | Scotty Banning                      | 1989–90                                                |                                              |
| Wayne Heffley                     | Vern Scofield                       | 1988–93, 2002–03, 2006                                 | Robert Blanchet                              |
| Brian Heidik                      | Tim Rollins                         | 1992–93                                                |                                              |
| Shelley Hennig                    | Stephanie Johnson                   | 2007–11                                                |                                              |
| Stephen Anthony Henry             | Luke                                | 1986–88                                                |                                              |
| Lynn Herring                      | Lisanne Gardener                    | 1992                                                   |                                              |
| Remington Hoffman                 | Li Shin                             | 2020-                                                  |                                              |
| Robert J. Hogan                   | Scott Banning                       | 1970–71                                                |                                              |
| Drake Hogestyn                    | John Black                          | 1986-2009, 2011-2024                                   | Michel Vigné                                 |
| Ashlee Holland                    | Crystal Miller                      | 2007–08                                                |                                              |
| Anne Marie Howard                 | Kimberly Brady                      | 1990–91                                                |                                              |
| Lisa Howard                       | April Ramirez                       | 1988–91                                                |                                              |
| Billy Hufsey                      | Emilio Ramirez                      | 1988–89, 1989–91                                       |                                              |
| Leann Hunley (en)                 | Anna DiMera                         | 1982-1986, 2007-2010, 2017-2023                        |                                              |
| Ron Husmann                       | Tony Merritt                        | 1966–67                                                |                                              |
| Patricia Huston                   | Addie Horton Olson                  | 1965–66                                                |                                              |
| Brody Hutzler                     | Patrick Lockhart                    | 2004–07                                                | Stéphane Pouplard                            |
| John Ingle                        | Mickey Horton                       | 2004–06                                                | Marc Moro                                    |
| Stan Ivar                         | Daniel Scott                        | 1994–96                                                |                                              |
| Lisa Jay                          | Lauren Chaffee                      | 2006–2007                                              |                                              |
| Ken Jezek                         | Lars Englund                        | 1986–87                                                |                                              |
| Patti Johns                       | J.J. Bagwood                        | 1989–90                                                |                                              |
| Chase et Tyler Johnson            | Theo Carver                         | 2003–06                                                |                                              |
| Brock Kelly                       | Evan Frears                         | 2019-2022                                              |                                              |
| Cameron Johnson (en)              | Theo Carver                         | 2020-2023                                              |                                              |
| Jay Kenneth Johnson               | Philip Kiriakis                     | 1999–2002, 2007–11                                     | Fabrice Josso                                |
| Renée Jones                       | Dr Lexie Carver Nikki Wade          | 1993–2007, 2007–12 1982–83                             | Dorothée Jemma                               |
| Shirley Jones                     | Colleen Brady                       | 2008                                                   |                                              |
| Jacee Jule                        | Patty                               | 1997–2004                                              |                                              |
| Stanley Kamel                     | Eric Peters                         | 1972–76                                                |                                              |
| Holly Kaplan                      | Brenda                              | 2000–08                                                | Régine Teyssot                               |
| Valerie Karasek                   | Serena Colville                     | 1987–88                                                |                                              |
| Paul Keenan                       | Tod Chandler                        | 1980–81                                                |                                              |
| Robert Kelker-Kelly               | Bo Brady                            | 1992–95                                                |                                              |
| Harris Kendall                    | Marie                               | 1993–2003                                              |                                              |
| Paul Kersey                       | Alan Harris                         | 1993–95                                                |                                              |
| Paige and Ryanne Kettner          | Abigail Deveraux                    | 1994–98, 2000–01                                       | Patricia Legrand                             |
| Tracy Kolis                       | Rebecca Downey                      | 1989–90                                                |                                              |
| Yvonna Kopacz                     | Wendy Reardon                       | 1996–97                                                |                                              |
| Pamela Kosh                       | Lavinia Peach                       | 1986–87, 1991–92                                       |                                              |
| Wortham Krimmer                   | Cal Winters                         | 1989–90                                                |                                              |
| Mila Kunis                        | Hope Williams                       | 1994 (flashback)                                       |                                              |
| James Lancaster                   | Father Tim Jansen                   | 2003–06, 2008                                          | François Barbin                              |
| Clayton Landey                    | Gregory Lacost                      | 1990–92                                                |                                              |
| Adrienne La Russa                 | Brooke Hamilton #1                  | 1975–77                                                |                                              |
| Veronica Lauren                   | Cynthia Austin                      | 2001–02, 2007                                          | Frédérique Garbies puis Karine Foviau        |
| Sung Hi Lee                       | Sophie                              | 2005                                                   |                                              |
| Roberta Leighton                  | Ginger Dawson                       | 1991–92                                                |                                              |
| Michael Leon                      | Pete Jannings                       | 1983–86                                                |                                              |
| Ketty Lester                      | Helen Grant                         | 1975–77                                                |                                              |
| Philip Levien                     | Dr Mitch Kauffman                   | 1986–87                                                |                                              |
| Thyme Lewis                       | Jonah Carver                        | 1993–97                                                |                                              |
| Alyssa and Lauren Libby           | John Thomas Reiber/Zack Brady       | 2000–01                                                |                                              |
| Lisa Linde                        | Ali McIntyre                        | 1998–99                                                |                                              |
| Heather Lindell                   | Jan Spears                          | 2004-2005, 2020-2022                                   | Barbara Beretta                              |
| Joyce Little                      | Vanessa Walker                      | 1988                                                   |                                              |
| Natalia Livingston                | Taylor Walker                       | 2011                                                   |                                              |
| Paul Logan                        | Glen Reiber                         | 2001–02                                                | Guillaume Orsat                              |
| Cody Longo                        | Nicholas Alamain                    | 2011                                                   |                                              |
| Gloria Loring                     | Liz Chandler Curtis                 | 1980–86                                                |                                              |
| Kyle Lowder                       | Brady Black                         | 2000–05                                                | Damien Ferrette                              |
| Alex et Max Lucero                | Brady Black                         | 1992–94                                                |                                              |
| James Luisi                       | Duke Johnson Earl Johnson           | 1987, 1990–92 1989                                     |                                              |
| John Lupton                       | Tommy Horton                        | 1967–72, 1975–80                                       |                                              |
| Debbie Lytton                     | Melissa Phillips Anderson           | 1977–80, 1982                                          |                                              |
| Ryan MacDonald                    | Scott Banning                       | 1971–73                                                |                                              |
| Peter MacLean                     | Shawn Brady                         | 1989–90                                                |                                              |
| Matthew Mahaney                   | Kurt Schwengel                      | 1999–2000                                              | Bruno Choël                                  |
| Robert Mailhouse                  | Brian Scofield                      | 1990–92                                                |                                              |
| Christina Maisano                 | Noel Curtis                         | 1983                                                   |                                              |
| Edward Mallory                    | Bill Horton                         | 1966–80, 1991, 1992–93                                 |                                              |
| Robert Mandan                     | Steven Jones                        | 1997–98                                                |                                              |
| Stephen Manley                    | Billy Barton                        | 1977–78                                                |                                              |
| Jamie Martin Mann                 | Tate Black                          | 2023-2024                                              |                                              |
| Kate Mansi                        | Abigail Deveraux                    | 2011–16                                                |                                              |
| Scott Marlowe                     | Eric Brady                          | 1984                                                   |                                              |
| Anne-Marie Martin                 | Gwen Davies                         | 1982–85                                                |                                              |
| John H. Martin                    | Bill Horton                         | 2010                                                   |                                              |
| Millicent Martin                  | Lili Faversham                      | 1998–2001                                              | Paule Emanuele puis Maria Tamar              |
| Gregg Marx                        | David Banning                       | 1981–83                                                |                                              |
| Joseph Mascolo                    | Stefano DiMera                      | 1982–1985, 1988, 1993–2001, 2007–16                    | Mario Santini puis Jean Barney               |
| Margaret Mason                    | Linda Phillips Anderson             | 1970–72, 1975–80, 1982                                 |                                              |
| Gabriella Massari                 | Jeannie Donovan                     | 1992                                                   |                                              |
| Andrew Hyatt Masset               | Larry Welch                         | 1983–85, 2002–03                                       | Bernard Métraux                              |
| Chandler Massey                   | Will Horton                         | 2010-2014, 2016                                        |                                              |
| Braden Matthews                   | Travis Malloy                       | 1997                                                   |                                              |
| Robin Mattson                     | Lee                                 | 2010–11                                                |                                              |
| Melonie Mazman                    | Tess Jannings                       | 1984                                                   |                                              |
| Cady McClain (en)                 | Jennifer Horton                     | 2020-2024                                              |                                              |
| Brianna and Brittany McConnell    | Belle Black                         | 1995–98                                                |                                              |
| Kristi McDaniel                   | Sarah                               | 1995–96                                                |                                              |
| Marilyn McIntyre                  | Jo Johnson                          | 1993, 2002–03, 2006                                    | Anne Plumet                                  |
| David McLean                      | Craig Merritt                       | 1965–67                                                |                                              |
| Justin Melvey                     | Colin Murphy                        | 2001–03, 2004                                          | Pascal Nowak                                 |
| Rachel Melvin                     | Chelsea Brady                       | 2005–09                                                | Camille Gondard                              |
| Tracy Middendorf                  | Carrie Brady                        | 1992                                                   |                                              |
| Dani Minnick                      | Rebecca Downey                      | 1993                                                   |                                              |
| Karen Moncrieff                   | Gabrielle Pascal                    | 1987–88                                                |                                              |
| Deborah Moore                     | Danielle Stevens                    | 1992                                                   |                                              |
| Camilla More                      | Gillian Forrester Grace Forrester   | 1986–87 1987–88                                        |                                              |
| Carey More                        | Grace Forrester                     | 1987                                                   |                                              |
| Shelley Taylor Morgan             | Anjelica Deveraux                   | 1989                                                   |                                              |
| Julianne Morris                   | Greta Von Amberg                    | 1998–2002                                              | Véronique Soufflet                           |
| Gregory Mortensen                 | Paul Stewart                        | 1986                                                   |                                              |
| Patrick Muldoon                   | Austin Reed                         | 1992–95, 2011–12                                       | Maurice Decoster                             |
| Mandy Musgrave                    | Chelsea Benson                      | 2004–05                                                | Camille Gondard                              |
| Herbert Nelson                    | Phil Peters                         | 1972–75                                                |                                              |
| Meghan et Michael Nelson          | Abigail Deveraux                    | 1992–94                                                |                                              |
| Stephen Nichols                   | Steve "Patch" Johnson               | 1985–90, 2006–09                                       |                                              |
| Yvette Nipar                      | Sasha Roberts                       | 1987                                                   |                                              |
| Martha Nix                        | Janice Barnes                       | 1975–76, 1978                                          |                                              |
| Heather North                     | Sandy Horton                        | 1967–71                                                |                                              |
| Wayne Northrop                    | Roman Brady Andre DiMera Alex North | 1981–84, 1991–94 1983 2005–06                          | Patrick Borg                                 |
| Emily O'Brien                     | Gwen Rizczech                       | 2020-2023                                              |                                              |
| Emily O'Brien                     | Theresa Donovan                     | 2023-2024                                              |                                              |
| Michael O'Connor                  | Dimitri                             | 1991–92                                                |                                              |
| Collin O'Donnell                  | Shawn-Douglas Brady                 | 1995–99                                                |                                              |
| Michael O'Neil                    | Father Tim Jansen                   | 1996                                                   |                                              |
| Terry O'Sullivan                  | Richard Hunter                      | 1966–67                                                |                                              |
| Susan Oliver                      | Laura Spencer Horton                | 1975–76                                                |                                              |
| Heather Lauren Olson              | Jan Spears                          | 1999–2002, 2003–04                                     | Edwige Lemoine puis Barbara Beretta          |
| Rhasaan Orange                    | Thomas Edward "Tek" Kramer          | 2003–07                                                | Jean-Baptiste Anoumon                        |
| Justin Page                       | Andrew Shawn Donovan                | 1989                                                   |                                              |
| Scott Palmer                      | Joshua Fallon                       | 1981–82                                                |                                              |
| Frank Parker                      | Shawn Brady                         | 1983–84, 1985–89, 1990–2008                            | Yves Barsacq                                 |
| Miriam Parrish                    | Jamie Caldwell                      | 1993–96                                                |                                              |
| Nancy Parsons                     | Mary Brooke                         | 1996                                                   |                                              |
| Marcus Patrick                    | Jett Carver                         | 2007                                                   |                                              |
| Dylan Patton                      | Will Horton                         | 2009-10                                                |                                              |
| Patsy Pease                       | Kimberly Brady                      | 1984–92, 1994, 1996–98, 2002, 2003–04, 2008, 2010      | Sophie Deschaumes                            |
| Austin Peck                       | Austin Reed                         | 1995–2002, 2005–06                                     | Maurice Decoster                             |
| J. Eddie Peck                     | Howard 'Hawk' Hawkins               | 1984, 1991–92                                          |                                              |
| Thaao Penghlis                    | Tony DiMera                         | 1981-1985, 2007-2009, 2019-2023                        | Patrick Guillemin puis Jean-Claude Montalban |
| Thaao Penghlis                    | Andre DiMera                        | 1983-1984, 1993-1996, 2002-2005, 2007, 2015-2019, 2022 | Patrick Guillemin puis Jean-Claude Montalban |
| Joe Penny                         | Martino Vitali                      | 2008                                                   |                                              |
| Sydney Penny                      | Dr Norman                           | 2011                                                   |                                              |
| Jay Pickett                       | Dr Chip Lakin                       | 1991–1992                                              |                                              |
| Bradley Michael Pierce            | Andrew Shawn Donovan                | 1990–91                                                |                                              |
| Emily et Alicia Pillatzke         | Jeannie Donovan                     | 1991–92                                                |                                              |
| Julie Pinson                      | Billie Reed                         | 2004–08                                                | Sybille Tureau                               |
| Peter Porte                       | Dimitri Von Leuschner               | 2023                                                   |                                              |
| Elaine Princi                     | Linda Phillips Anderson             | 1984–85                                                |                                              |
| Avalon, Dillon, et Vincent Ragone | Elvis Aron Banks                    | 1997–98                                                |                                              |
| Charity Rahmer                    | Belle Black                         | 2004                                                   | Claire Guyot                                 |
| Natalie Ramsey                    | Jan Spears                          | 1999                                                   | Edwige Lemoine                               |
| Wes Ramsey                        | Owen                                | 2009                                                   |                                              |
| James Read                        | Clyde Weston                        | 2014-2024                                              |                                              |
| Marie-Alise Recasner              | Lynn Burke                          | 1994–96, 1997–98                                       |                                              |
| Quinn Redeker                     | Alex Marshall                       | 1979–87                                                |                                              |
| Jacob et Micah Reeves             | Jack Deveraux Jr.                   | 2004–06                                                |                                              |
| Mick Regan                        | Nick                                | 1986                                                   |                                              |
| Frances Reid                      | Alice Horton                        | 1965-2010                                              | Anne-Marie Hautbourg puis Nicole Favart      |
| Randy Reinholz                    | Adam Scott                          | 1989                                                   |                                              |
| Kristen Renton                    | Morgan Hollingsworth                | 2007–08                                                |                                              |
| Tony Rhodes                       | Jesse Lombard                       | 1992                                                   |                                              |
| Madlyn Rhue                       | Daphne DiMera                       | 1982–84                                                |                                              |
| Hal Riddle                        | Max                                 | 1971–75                                                |                                              |
| Lisa Rinna                        | Billie Reed                         | 1992–1995, 2002–2003, 2012–13                          | Sybille Tureau                               |
| Jacob et Joshua Rips              | Zack Brady                          | 2000–02                                                | Ilana Castro                                 |
| Bumper Robinson                   | Jonah Carver                        | 1987–88, 1990–91                                       |                                              |
| Jay Robinson                      | Monty Dolan                         | 1988–89                                                |                                              |
| Gabriela Rodriguez                | Gabi Hernandez                      | 2009–10                                                |                                              |
| Francesco Romano                  | Roberto Barelli                     | 1998–99, 2000–01                                       |                                              |
| Robert Romanus                    | Speed Selejko                       | 1983–85                                                |                                              |
| Cristine Rose                     | Dawn Larson                         | 2000                                                   |                                              |
| Shayna Rose                       | Stephanie Johnson                   | 2006–07                                                |                                              |
| Charlotte Ross                    | Eve Donovan                         | 1987–91                                                |                                              |
| Franc Ross                        | Duck                                | 2007                                                   |                                              |
| Paige Rowland                     | Debra Thomas                        | 1997                                                   |                                              |
| Pamela Roylance                   | Sandy Horton                        | 1983–84                                                |                                              |
| Reed Rudy                         | Max                                 | 1997–98                                                |                                              |
| Derya Ruggles                     | Robin Jacobs                        | 1985–87, 1989                                          |                                              |
| Sky Rumph                         | Andrew Shawn Donovan                | 1989–90                                                |                                              |
| Fran Ryan                         | Rosie Carlson                       | 1976–79                                                |                                              |
| Natasha Ryan                      | Hope Williams                       | 1975–80                                                |                                              |
| Michael Sabatino (en)             | Lawrence Alamain                    | 1990–93, 2009–10, 2011                                 |                                              |
| Philece Sampler                   | Renée DuMonde                       | 1980–84                                                |                                              |
| Francisco San Martin              | Dario Hernandez                     | 2011                                                   |                                              |
| Lanna Saunders                    | Marie Horton                        | 1979–85                                                |                                              |
| Eric Schiff                       | Kevin Cates                         | 1985                                                   |                                              |
| Stephen Schnetzer                 | Steven Olson                        | 1978–80                                                |                                              |
| Camilla Scott                     | Melissa Anderson                    | 1990–91                                                |                                              |
| Jean Bruce Scott                  | Jessica Blake Fallon                | 1980–82, 2012                                          |                                              |
| Jessica Serfaty                   | Sloan Peterson                      | 2022-2024                                              |                                              |
| Geno Silva                        | Domingo Salazar                     | 1991                                                   |                                              |
| Hannah Taylor Simmons             | Jeannie Donovan                     | 1991                                                   |                                              |
| Martha Smith                      | Sandy Horton                        | 1982                                                   |                                              |
| Michael Dwight Smith              | Scott Banning                       | 1975–78                                                |                                              |
| Diane Sommerfield                 | Valerie Grant                       | 1981–82                                                |                                              |
| Arleen Sorkin                     | Calliope Jones Bradford             | 1984–90, 1992, 2006, 2010                              |                                              |
| Kevin Spirtas                     | Craig Wesley                        | 1997, 1998–2003, 2005, 2009, 2022                      | Bruno Dubernat                               |
| Taylor Spreitler                  | Mia McCormick                       | 2009-10                                                |                                              |
| Nick Stabile                      | Dean Hartman                        | 2009                                                   |                                              |
| Barbara Stanger                   | Mary Anderson                       | 1975–80                                                |                                              |
| Kaye Stevens                      | Jeri Clayton                        | 1974–79                                                |                                              |
| K. T. Stevens                     | Helen Martin                        | 1966–67, 1969                                          |                                              |
| Catherine Mary Stewart            | Kayla Brady                         | 1982–83                                                |                                              |
| Amy Stock                         | Britta Englund                      | 1986                                                   |                                              |
| Jalen Stokes                      | Demarquette                         | 2007                                                   |                                              |
| Christopher Stone                 | Bill Horton                         | 1987–88, 1994                                          |                                              |
| Elizabeth Storm                   | Janice Barnes                       | 1987–88                                                |                                              |
| Kirsten Storms                    | Belle Black                         | 1999–2004                                              | Claire Guyot                                 |
| Paul Strickland                   | Chuck                               | 1990–99                                                |                                              |
| Shannon Sturges                   | Molly Brinker                       | 1991–92                                                |                                              |
| Mark Tapscott                     | Bob Anderson                        | 1972–80                                                |                                              |
| Tammy Tavares                     | Dr Karen Bader                      | 1995–96, 1998–2003, 2005–06                            | Ivana Coppola                                |
| Tammy Taylor                      | Hope Williams                       | 1981                                                   |                                              |
| Felisha Terrell                   | Arianna Hernandez                   | 2009                                                   |                                              |
| Brynn Thayer                      | Susan Banks                         | 2011                                                   |                                              |
| Gordon Thomson                    | Walter Kent                         | 2009                                                   |                                              |
| Alexis Thorpe                     | Cassie Brady                        | 2002–03, 2004–05                                       | Edwige Lemoine                               |
| Zach Tinker                       | Sonny Kiriakis                      | 2022-2024                                              |                                              |
| Tammy Townsend                    | Wendy Reardon                       | 1994–96                                                |                                              |
| Ty Treadway                       | Dr Ben Walters                      | 2010–11                                                |                                              |
| Lisa Trusel                       | Melissa Anderson                    | 1983–88, 1994, 1996, 2002, 2010                        | Marie-Eugénie Maréchal                       |
| Jessica Tuck                      | Madeline Peterson Woods             | 2010                                                   |                                              |
| Tamara Tunie                      | Judge Weston                        | 2011                                                   |                                              |
| Shannon Tweed                     | Savannah Wilder                     | 1985–86                                                |                                              |
| Brandon Tyler                     | Philip Kiriakis                     | 1999                                                   | Fabrice Josso                                |
| Hunter Tylo                       | Marina Toscano                      | 1989–90                                                |                                              |
| Darrell Thomas Utley              | Benjy Hawk                          | 1988-90                                                |                                              |
| Mark Valley                       | Jack Deveraux                       | 1994–97                                                |                                              |
| Aaron Van Wagner                  | Jason Welles                        | 1999–2002, 2007                                        | Sébastien Desjours                           |
| Greg Vaughan                      | Eric Brady                          | 2012-2024                                              |                                              |
| Eddie Velez                       | Paul Mendez                         | 2001–03                                                | Régis Reuilhac                               |
| Erik von Detten                   | Nicholas Alamain                    | 1992–93                                                |                                              |
| Caitlin Wachs                     | Jeannie Donovan                     | 1992                                                   |                                              |
| Christina Wagoner                 | Sami Brady                          | 1990–92                                                |                                              |
| David Wallace                     | Tod Chandler                        | 1985–86                                                |                                              |
| Gillian Iliana Waters             | Cassandra "China Lee" Arvin         | 2007                                                   |                                              |
| Billy Warlock                     | Frankie Brady                       | 1986–88, 1990–91, 2005–06                              | Olivier Destrez                              |
| Patty Weaver                      | Trish Clayton Banning               | 1974–82                                                |                                              |
| Diana Webster                     | Lavinia Peach                       | 1985–86                                                |                                              |
| Victor Webster                    | Nicholas Alamain                    | 1999–2000                                              | Serge Faliu                                  |
| Carl Weintraub                    | Vincent Moroni                      | 2000–02                                                | Jean-Claude Donda                            |
| Darian Weiss                      | Will Roberts                        | 2002–03                                                | Jackie Berger                                |
| Michael T. Weiss                  | Mike Horton                         | 1985–90                                                |                                              |
| Dan Wells                         | Sami Brady/Stan                     | 2005                                                   |                                              |
| Anna Werner                       | Eliana                              | 1996–2003                                              | Mireille Delcroix                            |
| Richard Wharton                   | Wilhelm Rolf                        | 2022-2024                                              |                                              |
| Olivia et Ava White               | Claire Kiriakis                     | 2006–07                                                |                                              |
| Nancy Wickwire                    | Phyllis Anderson                    | 1972–73                                                |                                              |
| Steve Wilder                      | Jack Deveraux                       | 1997–98                                                |                                              |
| Valerie Wildman                   | Fay Walker                          | 1999–2003, 2009–10, 2011                               | Maïté Monceau                                |
| Jeffrey Williams                  | David Banning                       | 1970–73                                                |                                              |
| Lisa Williams                     | Lisa                                | 1992–2003, 2004, 2006–07                               |                                              |
| Cheryl-Ann Wilson                 | Megan Hathaway                      | 1984–85                                                |                                              |
| Jane Windsor                      | Emma Donovan Marshall               | 1985–87                                                |                                              |
| Eric Winter                       | Rex Brady                           | 2002–05                                                | Cédric Dumond                                |
| Karin Wolfe                       | Mary Anderson                       | 1972–75                                                |                                              |
| Robert S. Woods                   | Paul Stewart                        | 1986–87                                                |                                              |
| Katherine Woodville               | Marie Horton                        | 1977                                                   |                                              |
| Schuyler Yancey                   | Cameron Davis                       | 2012                                                   |                                              |
| Amy Yasbeck                       | Olivia Reed                         | 1986–87                                                |                                              |
| Merritt Yohnka                    | Joey                                | 1984–90                                                |                                              |
| Shelby Young                      | Kinsey                              | 2009-11                                                |                                              |
| Suzanne Zenor                     | Margo Horton                        | 1977–80, 1986                                          |                                              |
| Arianne Zucker                    | Nicole Walker                       | 1998-2006, 2008-2024                                   |                                              |

## Audiences
Le feuilleton réunit en moyenne 800 000 téléspectateurs quotidiennement sur France 2, soit une part de marché de 22 %. Le programme est leader sur son créneau horaire.

## Fans célèbres
Interviewée lors de son périple vers l'Allemagne, la réfugiée kurde Nujeen Mustafa a déclaré une journaliste de la chaîne ABC avoir appris l'anglais en regardant le feuilleton en Syrie : « C'est un super feuilleton. Mais ils ont tué le personnage principal que j'aimais ! », a-t-elle précisé. Une fois arrivée en Allemagne, elle a eu la surprise de pouvoir échanger quelques mots avec ses acteurs préférés Alison Sweeney et James Scott.